# Mali Hejiwci
Mali Hejiwci (ukr. Малі Геївці) – wieś na Ukrainie. Należy do rejonu użhorodzkiego w obwodzie zakarpackim i liczy 760 mieszkańców.